# Albania en el Festival de la Canción de Eurovisión Junior
Albania fue uno de los países que debutó en el X Festival de la Canción de Eurovisión Junior en 2012.
Sin embargo, el mismo año decidió retirarse y no participar en 2013 debido, principalmente, al mal resultado obtenido. Pero cabe destacar que para la edición de 2015 la RTSH decidió regresar a la competición consiguiendo el mejor resultado del país en este festival.
En 2020 se retiró debido a la pandemia de Covid-19 volviendo en la siguiente edición del 2021.
Su puntuación media hasta 2024 es de 73,20 puntos.

## Participación
| 2012                           | Ámsterdam | Igzidora Gjeta | «Kam një këngë vetëm për ju» | 12 | 35  |
| No participó entre 2013 y 2014 |           |                |                              |    |     |
| 2015                           | Sofía     | Mishela Rapo   | «Dambaje»                    | 5  | 93  |
| 2016                           | La Valeta | Klesta Qehaja  | «Besoj»                      | 13 | 38  |
| 2017                           | Tiflis    | Ana Kodra      | «Mos ma prekni pemën»        | 13 | 67  |
| 2018                           | Minsk     | Efi Gjika      | «Barbie»                     | 17 | 44  |
| 2019                           | Gliwice   | Isea Çili      | «Mikja Ime Fëmijëri»         | 17 | 36  |
| No participó en 2020           |           |                |                              |    |     |
| 2021                           | París     | Anna Gjebrea   | «Stand by you»               | 14 | 84  |
| 2022                           | Ereván    | Kejtlin Gjata  | «Pakëz Diell»                | 12 | 94  |
| 2023                           | Niza      | Viola Gjyzeli  | «Bota Ime»                   | 8  | 115 |
| 2024                           | Madrid    | Nikol Çabeli   | «Vallëzoj»                   | 7  | 126 |
| 2025                           | Tiflis    | Kroni Pula     | «Fruta Perime»               | -  | -   |

## Votación
Albania ha dado más puntos a...
| N.º | País                | Pts |
| --- | ------------------- | --- |
| 1   | Georgia             | 56  |
| 2   | Armenia             | 51  |
| 3   | Macedonia del Norte | 48  |
| 4   | Francia             | 47  |
| 5   | Italia              | 40  |
| 6   | España              | 38  |
| 7   | Países Bajos        | 36  |
| 8   | Ucrania             | 34  |
| 9   | Malta               | 33  |
| 9   | Polonia             | 33  |
| 10  | Australia           | 23  |

Albania ha recibido más puntos de...
| N.º | País                | Pts |
| --- | ------------------- | --- |
| 1   | Irlanda             | 41  |
| 1   | Italia              | 41  |
| 2   | Armenia             | 27  |
| 2   | Macedonia del Norte | 27  |
| 3   | Malta               | 24  |
| 4   | Portugal            | 23  |
| 5   | Francia             | 19  |
| 6   | Chipre              | 17  |
| 6   | Ucrania             | 17  |
| 7   | Serbia              | 16  |
| 7   | Rusia               | 16  |
| 7   | Polonia             | 16  |
| 8   | Georgia             | 15  |
| 9   | Australia           | 13  |
| 9   | Azerbaiyán          | 13  |
| 9   | Estonia             | 13  |
| 10  | Alemania            | 11  |
| 10  | Reino Unido         | 11  |

## Portavoces
| Año  | Portavoz        | 12 Puntos           |
| ---- | --------------- | ------------------- |
| 2023 | ¿?              | Reino Unido         |
| 2022 | Mariam Gvaladze | Italia              |
| 2021 | Alex            | Macedonia del Norte |
| 2019 | Efi Gjika       | España              |
| 2018 | Daniil Lazuko   | Francia             |
| 2017 | Sabjana Rizvanu | Georgia             |
| 2016 | Juna Dizdari    | Malta               |
| 2015 | Majda Bejzade   | Malta               |
| 2012 | Keida Dervishi  | Suecia              |